# Szegedi Közlekedési Társaság

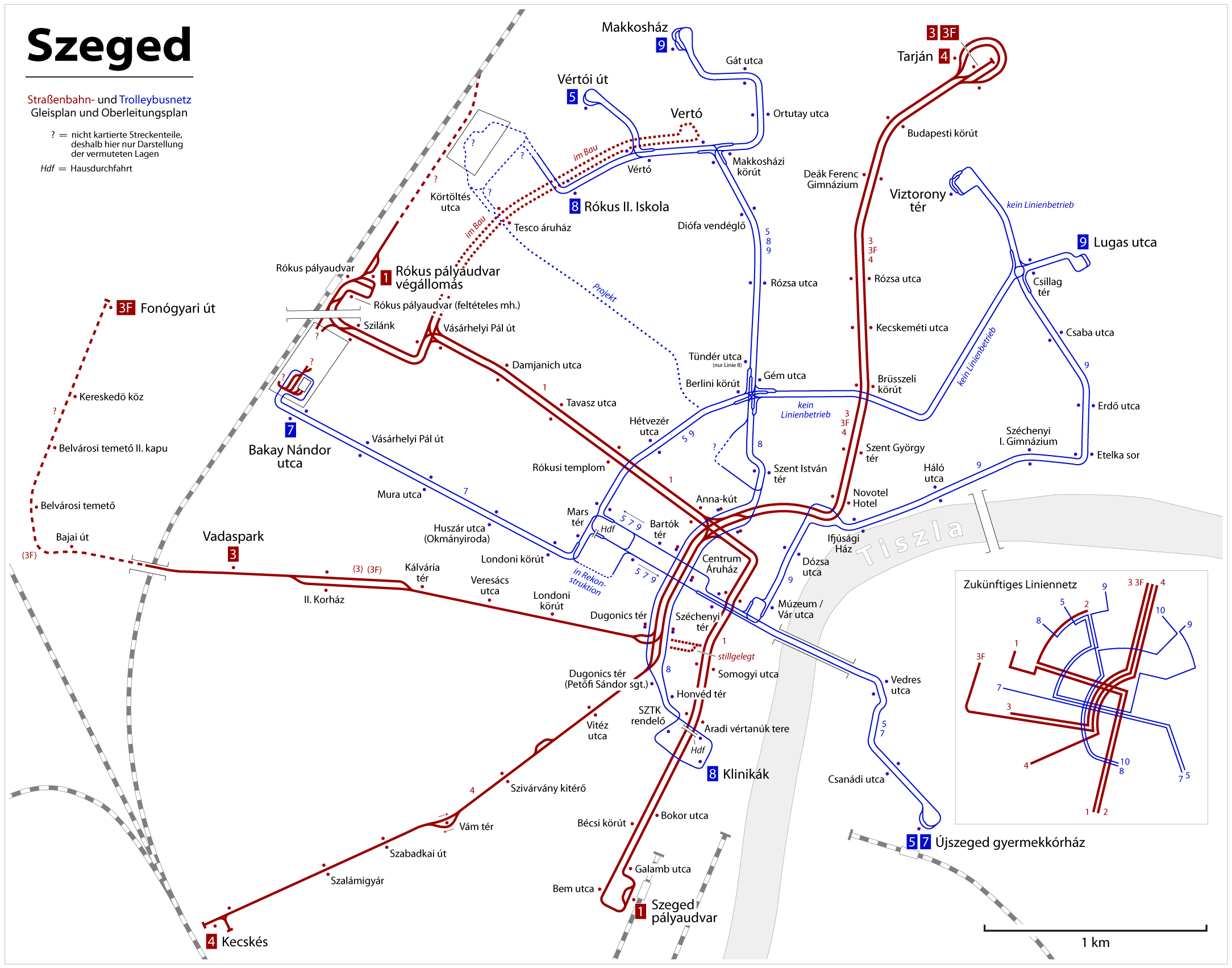

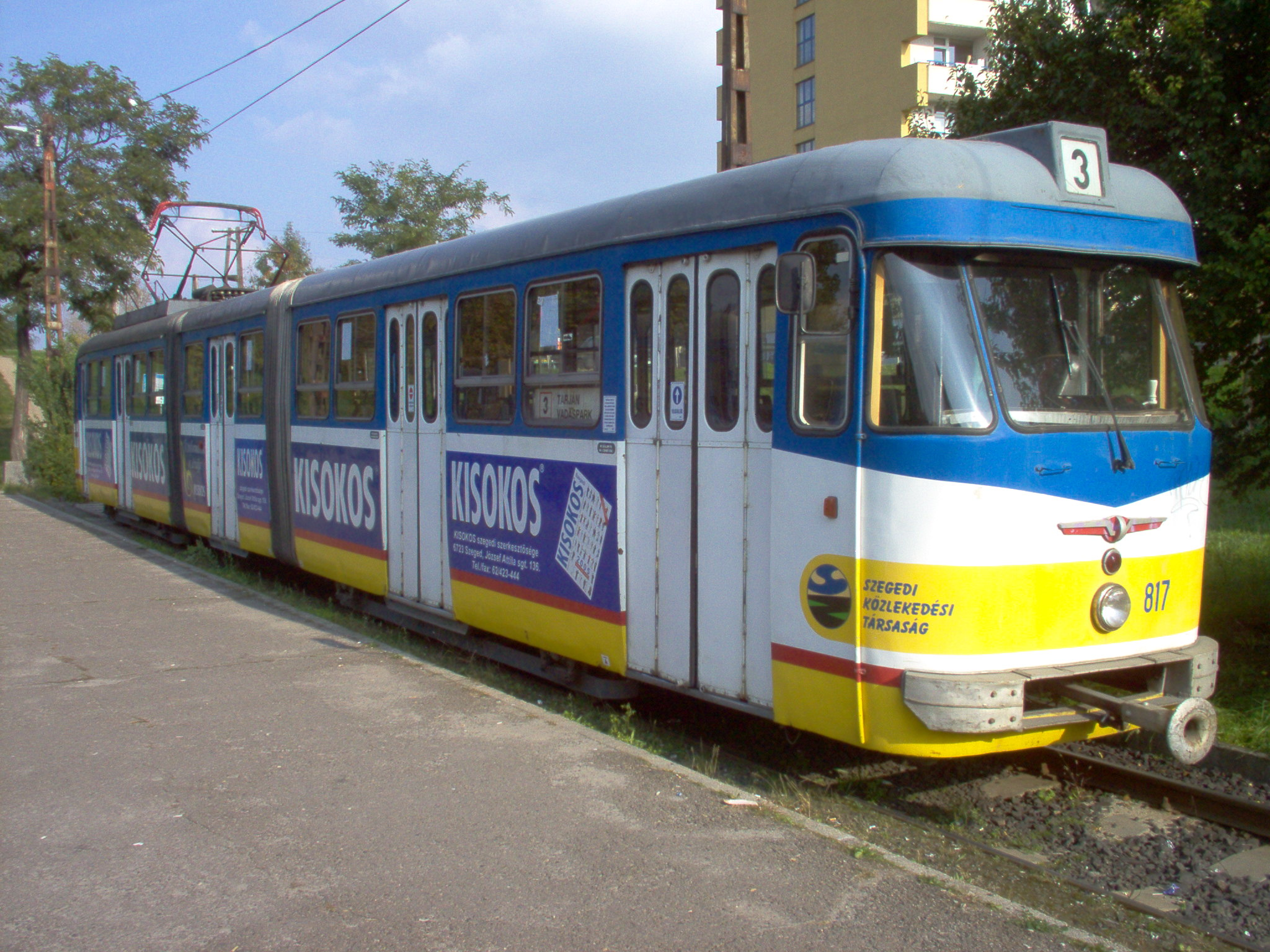
Seghedino: tram snodato FVV della SzKT n. 817 sulla linea 3

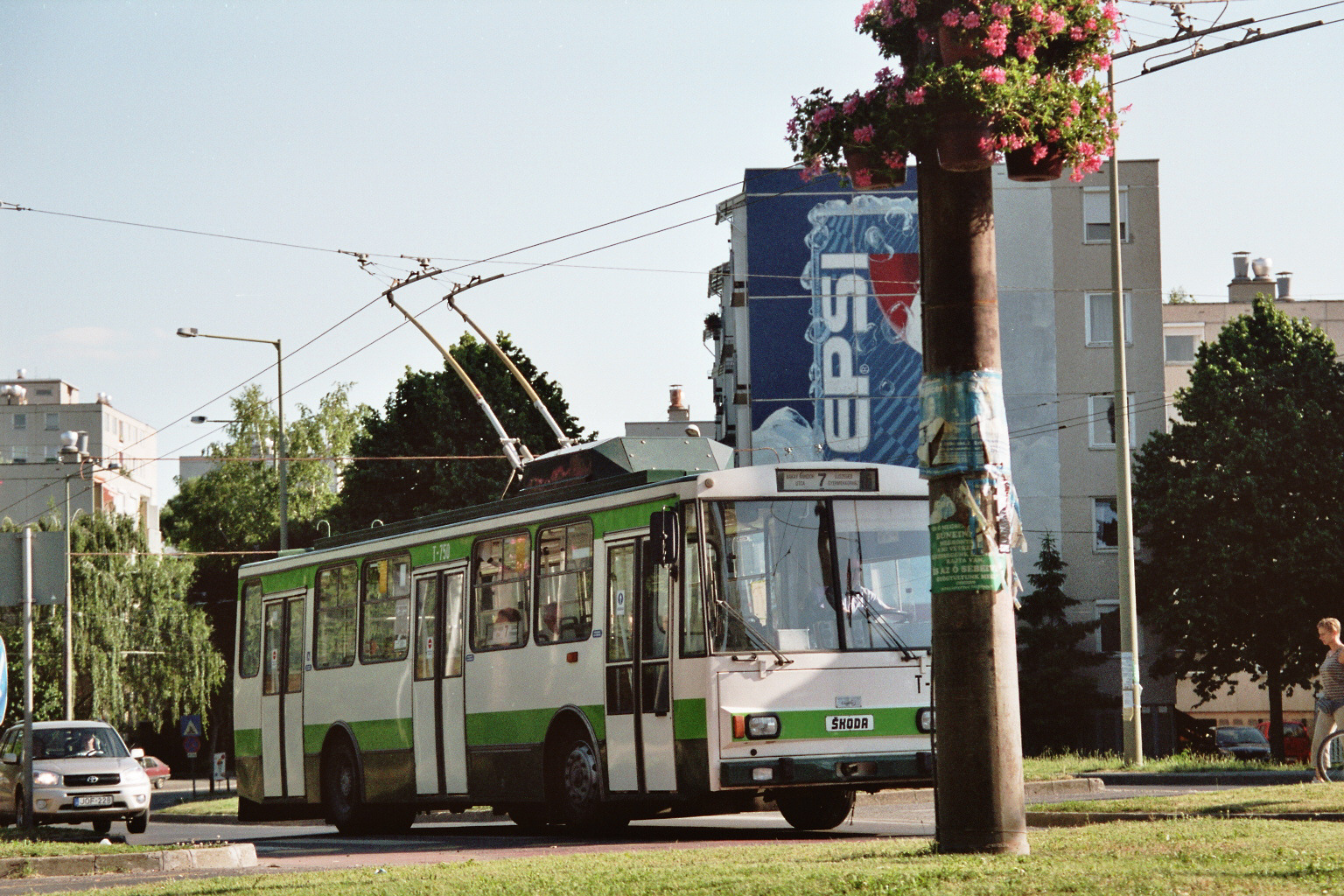
Seghedino: filobus Škoda 14Tr della SzKT n. T-750 sulla linea 7

La Szegedi Közlekedési Társaság, nota anche con l'acronimo SzKT, è l'azienda ungherese che svolge il servizio di trasporto pubblico filotranviario nella città di Seghedino e nel suo comprensorio.

## Storia
La SzKT è nata nel 1955 per cambiamento di nome della Szegedi Villamos Vasút Vállalat per esercitare il trasporto pubblico locale in città, ma già dall'inizio del 1963 le autolinee sono affidate ad un'altra società, la Tisza Volán.
Il 29 aprile 1979 viene introdotto il filobus, la cui quarta linea è inaugurata esattamente 25 anni dopo l'inizio di tale servizio.

## Esercizio
L'azienda gestisce 5 tranvie (linee 1, 2, 3, 3F, 4) e 6 filovie (linee 5, 7, 7A, 8, 9, 10, 19).

## Sede legale
La sede è a Seghedino.

## Curiosità

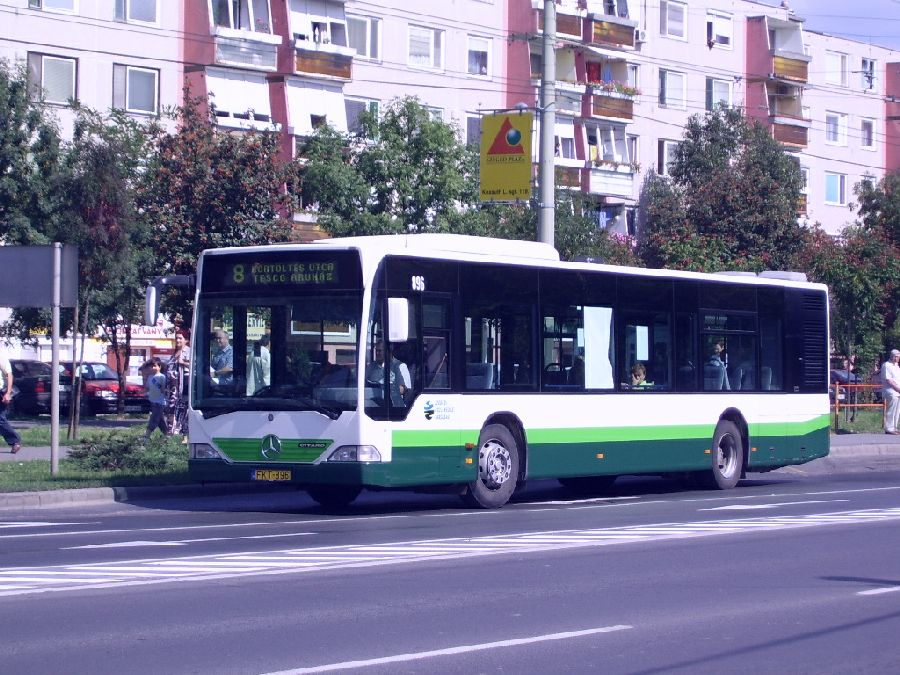
Seghedino: autobus Mercedes-Benz Citaro n. 896 sulla linea 8

Per rinnovare il parco aziendale, la SzKT ha acquistato alcuni autobus Mercedes-Benz Citaro e, dopo averli testati sulla rete (la foto documenta la vettura 896 impegnata sulla linea 8 a fine agosto del 2006), li sta trasformando in filobus grazie all'equipaggiamento elettrico fornito dalla Cegelec AG. Il primo filobus provato a novembre del 2006 è la vettura T-860.